# Вітфілд (Індіана)
Вітфілд (англ. Wheatfield) — місто (англ. town) в США, в окрузі Джеспер штату Індіана. Населення — 904 особи (2020).

## Географія
Вітфілд розташований за координатами 41°11′28″ пн. ш. 87°3′9″ зх. д. / 41.19111° пн. ш. 87.05250° зх. д. (41.191050, -87.052580).  За даними Бюро перепису населення США в 2010 році місто мало площу 1,44 км², уся площа — суходіл.

## Демографія
Згідно з переписом 2010 року, у місті мешкали 853 особи в 322 домогосподарствах у складі 221 родини. Густота населення становила 591 особа/км².  Було 353 помешкання (244/км²).
Расовий склад населення:
| - 95,8 % — білих - 0,8 % — чорних або афроамериканців - 0,2 % — вихідців з тихоокеанських островів - 0,1 % — азіатів - 1,9 % — осіб інших рас |

До двох чи більше рас належало 1,2 %. Частка іспаномовних становила 5,9 % від усіх жителів.
За віковим діапазоном населення розподілялося таким чином: 29,1 % — особи молодші 18 років, 59,4 % — особи у віці 18—64 років, 11,5 % — особи у віці 65 років та старші. Медіана віку мешканця становила 31,8 року. На 100 осіб жіночої статі у місті припадало 97,5 чоловіків;  на 100 жінок у віці від 18 років та старших — 96,4 чоловіків також старших 18 років.
Середній дохід на одне домашнє господарство  становив 49 787 доларів США (медіана — 46 250), а середній дохід на одну сім'ю — 55 220 доларів (медіана — 50 774). Медіана доходів становила 50 144 долари для чоловіків та 30 234 долари для жінок. За межею бідності перебувало 12,0 % осіб, у тому числі 10,9 % дітей у віці до 18 років та 9,7 % осіб у віці 65 років та старших.
Цивільне працевлаштоване населення становило 443 особи. Основні галузі зайнятості: освіта, охорона здоров'я та соціальна допомога — 25,1 %, виробництво — 19,0 %, будівництво — 14,4 %, роздрібна торгівля — 14,2 %.